# Amotz Zahavi
Amotz Zahavi var en israelsk biologi- og evolutionsteoretiker. Han var bedst kendt for sin teori om det såkaldte Handicap-princip. Tor Nørretranders har i sin bog Det generøse menneske forsvaret denne teori.
1. ↑  Navnet er anført på engelsk og stammer fra Wikidata hvor navnet endnu ikke findes på dansk.